# Payn de Turberville (Adliger, † vor 1327)

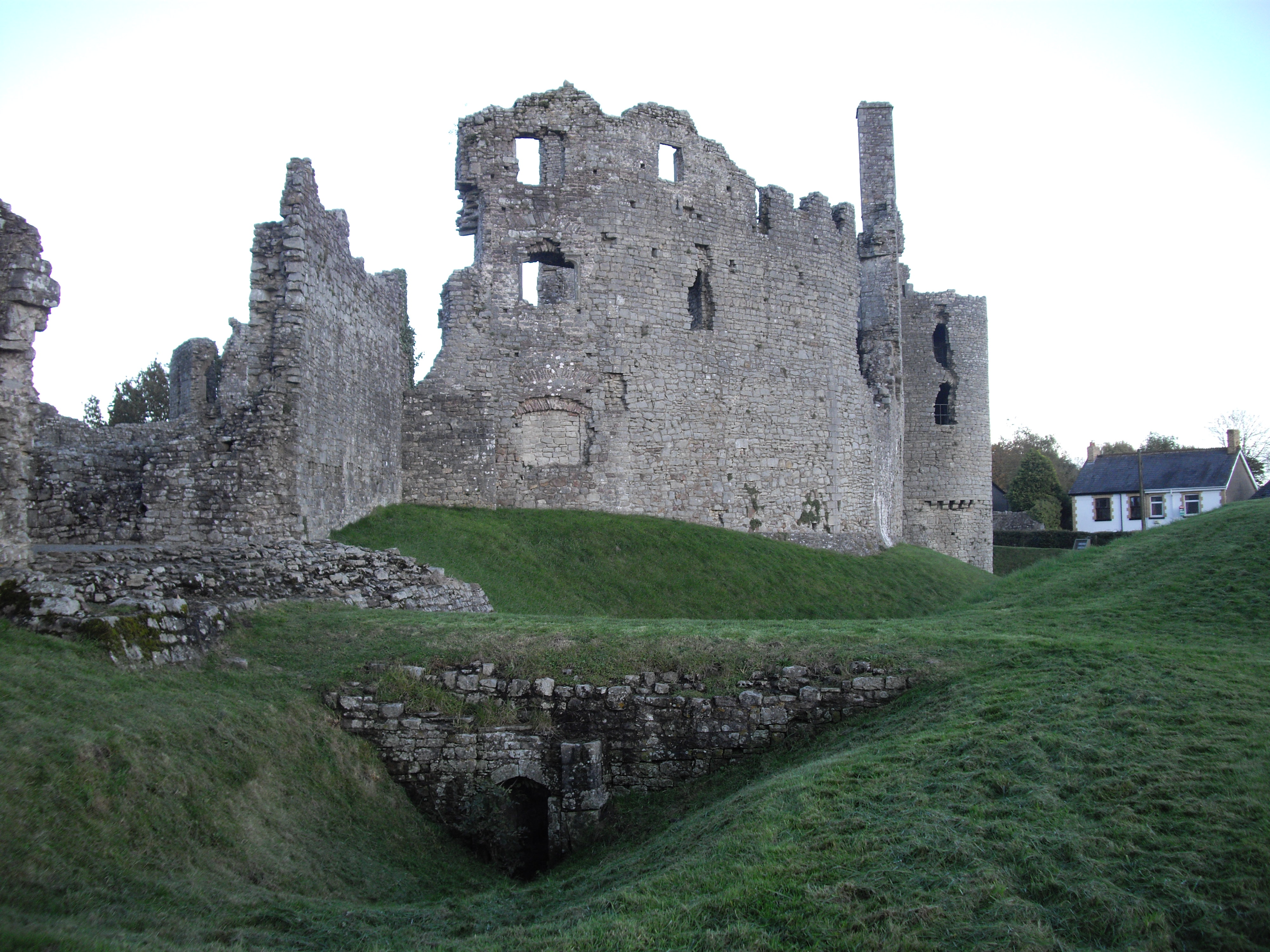
Die Ruinen des von Payn de Turberville ausgebauten Familiensitzes Coity Castle

Payn de Turberville (auch Payn III de Turberville) († zwischen 1319 und 1327) war ein englischer Adliger.

## Leben
Payn de Turberville entstammte der Familie Turberville, die seit dem frühen 12. Jahrhundert zu den wichtigsten Vasallen der Lords of Glamorgan in Südostwales gehörten. Er war ein Sohn von Richard I de Turberville, der spätestens 1303 starb. Von ihm erbte er Coity Castle und weitere Besitzungen, u. a. bei Llanhari, Newcastle und Coychurch in den Welsh Marches.
Turberville bestätigte die Schenkungen der Familie zugunsten von Ogmore Priory, der er dazu einen Bauernhof bei Heronston schenkte. Nach dem kinderlosen Tod von Gilbert de Clare, dem letzten Lord of Glamorgan aus der Familie Clare 1314 übertrug ihm der König am 8. Juli 1315 die Verwaltung von Glamorgan. Turberville ersetzte zahlreiche der bisherigen Beamten durch Vertraute von ihm. Zu den von ihm entlassenen gehörte der walisische Adlige Llywelyn Bren, was der Hauptgrund für dessen Rebellion 1316 war. Aufgrund der Rebellion entzog ihm der König am 20. April 1316 wieder die Verwaltung von Glamorgan. Turberville ließ den Familiensitz Coity Castle erheblich ausbauen.
Turberville heiratete Gwenllian, eine Tochter von Sir Richard Talbot von Richard’s Castle. Er hatte mindestens zwei Söhne und fünf Töchter, darunter:
- Gilbert IV de Turberville († zwischen 1346 und 1349)
- Richard II de Turberville (um 1320–um 1367)

Sein Haupterbe wurde Gilbert IV, während sein jüngerer Sohn Richard II de Turberville (um 1320-um 1367) etwa ein Drittel seiner Besitzungen erbte.